# Lucas Nogueira Garcez
Lucas Nogueira Garcez (* 9. Dezember 1913 in São Paulo; † 11. Mai 1982 ebenda) war ein brasilianischer Ingenieur und Politiker (Partido Social Progressista).
Er studierte Bauingenieurwesen an der Escola Politécnica der Universität São Paulo, an der er später als Professor lehrte. Von Januar 1951 bis Januar 1955 war er Gouverneur des Bundesstaates São Paulo.
Er ist Autor von über 50 Werken. 1968 wurde er mit dem Prêmio Eminente Engenheiro do Ano ausgezeichnet.